# Julius Adler (avocat)
Ne doit pas être confondu avec Julius Adler (homme politique).
Pour les articles homonymes, voir Adler.
Julius Adler, né le 29 septembre 1882 à Wurtzbourg et mort le 1er juillet 1934  au camp de concentration de Dachau, est un avocat allemand, victime de la nuit des Longs Couteaux.

## Biographie
Adler est le quatrième enfant du marchand de grains juif Salomon Adler et de son épouse Jeanette Oberndorfer. Il étudie le droit dans les universités de Wurtzbourg, Munich et Berlin. Après son doctorat en 1909, il devient avocat à Augsbourg puis Wurtzbourg.
De 1915 à 1918, durant la Première Guerre mondiale, il sert dans l'armée allemande. Certaines sources affirment qu'il est vice-sergent, d'autres parlent d'une batterie anti-aérienne. Après la guerre, Adler reprend son métier d'avocat.
Le 11 juin 1934, Adler est mis en prison sous le régime du Schutzhaft pour non-respect des normes des bâtiments. La véritable raison est vraisemblablement qu'il est l'avocat de son cousin Willy Adler qui s'oppose à la réquisition de sa fabrique de malt. Assurément on lui reproche son origine juive.
Le 20 juin, il est conduit à Dachau. Dans le cadre de la Nuit des Longs Couteaux, il est fusillé par les gardes SS du camp avec quatre autres prisonniers (Erich Gans (de), Walter Häbich, Adam Hereth (de) et Paul Röhrbein (de)). L'autorité prétend alors qu'ils se seraient montrés solidaires de la SA. Il est plus probable que le directeur du camp Theodor Eicke ait profité du moment pour éliminer certains prisonniers récalcitrants.
Les membres proches d'Adler sont informés de sa mort en octobre 1934. Lorsque le ministère du Reich à l'Intérieur, à la suite d'une pétition de la Reichsvertretung der Deutschen Juden (en), interroge la police politique bavaroise, sur les morts d'Adler et de Gans, elle reprend le prétexte de la rébellion.